# Gérard Oury
Gérard Oury, pseudonimo di Max-Gérard Houry Tannenbaum (Parigi, 29 aprile 1919 – Saint-Tropez, 19 luglio 2006), è stato un regista, attore e sceneggiatore francese.

## Biografia
Figlio del violinista russo di origine ebraica Serge Tannenbaum e della giornalista di Paris-Soir Marcelle Houry, Gérard Oury studiò al Conservatoire national supérieur d'art dramatique e divenne membro della Comédie-Française nel 1938. Poco prima dello scoppio della seconda guerra mondiale dovette fuggire dalla Francia a causa delle sue origine ebraiche, scappando prima a Marsiglia e rifugiandosi poi nel Principato di Monaco e infine a Ginevra, in Svizzera.
Nel 1945 ritornò in Francia, riprendendo con successo la carriera di attore, e diventò più tardi un affermato regista, facendo il suo esordio dietro la macchina da presa con il noir La minaccia (1960), seguito l'anno successivo da La mano calda (1961). Ma il suo primo vero successo come regista fu il dramma Il delitto non paga (1962), pellicola in quattro episodi ambientati in epoche diverse, in cui altrettanti assassini pensano di averla fatta franca ma vengono infine puniti in vario modo.

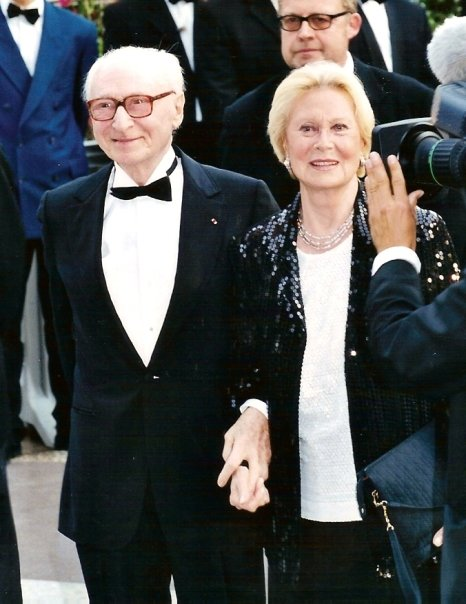
Gérard Oury con la compagna Michèle Morgan nel 2001

Oury cambiò poi totalmente registro, passando alla commedia e dirigendo Louis de Funès e Bourvil in Colpo grosso ma non troppo (1965), una parodia del genere gangster. La collaborazione con i due attori si rinnovò per un'altra commedia, Tre uomini in fuga (1966), che riscosse un grande successo di pubblico. Il regista continuò negli anni successivi a realizzare pellicole di buon riscontro commerciale, affrontando tempi impegnativi quali xenofobia e razzismo pur in contesti leggeri, come in Le folli avventure di Rabbi Jacob (1973), nel quale Louis de Funès interpretò il ruolo di un uomo d'affari antisemita che si traveste da rabbino per sfuggire a potenziali assassini. Uscito durante il periodo della Guerra dello Yom Kippur, il film suscitò però controversie e Oury arrivò addirittura a ricevere minacce di morte.
Compagno dal 1959 dell'attrice Michèle Morgan, padre della scrittrice e sceneggiatrice Danièle Thompson e nonno dell'attore e scrittore Christopher Thompson, morì a Saint-Tropez il 20 luglio 2006, all'età di ottantasette anni.

## Filmografia parziale

### Regista
- La mano calda (La Main chaude) (1960)
- Il delitto non paga (Le Crime ne paie pas) (1962)
- Colpo grosso ma non troppo (Le Corniaud) (1965)
- Tre uomini in fuga (La Grande vadrouille) (1966)
- Il cervello (Le Cerveau) (1969)
- Mania di grandezza (La Folie des grandeurs) (1971)
- Le folli avventure di Rabbi Jacob (Les Aventures de Rabbi Jacob) (1973)
- La svignata (La Carapate) (1978)
- L'ombrello bulgaro (Le Coup du parapluie) (1980)
- L'asso degli assi (L'As des as) (1982)

### Sceneggiatore
- Tre uomini in fuga (La Grande vadrouille) (1966)
- Il cervello (Le Cerveau) (1969)
- Mania di grandezza (La Folie des grandeurs) (1971)
- Le folli avventure di Rabbi Jacob (Les Aventures de Rabbi Jacob) (1973)
- L'amore ha due facce (The Mirror Has Two Faces), regia di Barbra Streisand (1996)

### Attore
- Il destino si diverte (Les Petits riens), regia di Raymond Leboursier (1942)
- Amore e fortuna (Antoine et Antoinette), regia di Jacques Becker (1947)
- Sciopero in famiglia (Jo la Romance), regia di Gilles Grangier (1949)
- I cavalieri di ventura (Du Guesclin), regia di Bernard de Latour (1949)
- Anime incatenate (La Belle que voilà), regia di Jean-Paul Le Chanois (1950)
- La notte è il mio regno (La Nuit est mon royaume), regia di Georges Lacombe (1951)
- ...e mi lasciò senza indirizzo (Sans laisser d'adresse), regia di Jean-Paul Le Chanois (1951)
- Gli sparvieri dello stretto (Sea Devils), regia di Raoul Walsh (1953)
- La spada e la rosa (The Sword and the Rose), regia di Ken Annakin (1953)
- L'incubo dei Mau Mau (The Heart of the Matter), regia di George More O'Ferrall (1953)
- Operazione commandos (They Who Dared), regia di Lewis Milestone (1954)
- Uno strano detective (Father Brown), regia di Robert Hamer (1954)
- L'amante di Paride, regia di Marc Allégret, Edgar G. Ulmer (1954)
- La donna del fiume, regia di Mario Soldati (1954)
- Gli eroi sono stanchi (Les Héros sont fatigués), regia di Yves Ciampi (1955)
- Gli anni che non ritornano (La Meilleure part), regia di Yves Allégret (1955)
- L'uomo che vide il suo cadavere (House of Secrets), regia di Guy Green (1956)
- La casa di Madame Kora (Méfiez-vous, fillettes!), regia di Yves Allégret (1957)
- La vedova elettrica (Le Septième ciel), regia di Raymond Bernard (1958)
- Spalle al muro (Le Dos au mur), regia di Édouard Molinaro (1958)
- Lo specchio a due facce (Le Miroir à deux faces), regia di André Cayatte (1958)
- Il viaggio (The Journey), regia di Anatole Litvak (1959)
- Intrigo a Stoccolma (The Prize), regia di Mark Robson (1963)

## Doppiatori italiani
- Stefano Sibaldi in La spada e la rosa
- Emilio Cigoli in L'uomo che vide il suo cadavere
- Pino Locchi in La vedova elettrica
- Sergio Graziani in Intrigo a Stoccolma